# Georg Woitzig
Georg Woitzig, även Göran Woitsius, född i Liegnitz, Schlesien, Tyskland, död 1706 i Stockholm, var en orgelbyggare och instrumentmakare. 

## Biografi
Woitzig  hade från omkring 1680 en verkstad i Stockholm, Sverige.Han utförde för det mesta ombyggnationer och reparationer. Han tillhörde den nordtyska traditionen inom klavikordbyggeri. Hans största arbete var ombyggnationen av orgeln i Stockholms Storkyrka åren 1690–1698.
Woitzigs sigill bestod av tre orgelpipor.

## Instrument

### Orglar
Byggda orglar av Woitzig.
| År   | Ursprunglig kyrka | Stift    | Bild | Manualer | Pedal | Stämmor | Bevarad orgel/fasad | Övrigt |
| ---- | ----------------- | -------- | ---- | -------- | ----- | ------- | ------------------- | --- |
| 1696 | Sankt Olofs kyrka | Uppsala  |      |          |       |         |                     | Positivet skänktes till kyrkan av handelsmannen Jacob Stegler. Orgeln reparerades 1700 av orgelbyggaren Niclas Bruce. Orgeln reparerades 1701 av orgelbyggaren Niclas Groth. Flyttat till Havdhem                                                                      |
| 1697 | Jäders kyrka      | Västerås |      |          |       | 8       | Nej/Ja              | Orgeln utökades 1744 av Daniel Stråhle till 10 stämmor. Orgeln flyttades 1866 till Stenkvista kyrka och sattes upp där av Anders Petter Halld'n, Munktorp. En ny orgel byggdes 1904 av E A Setterquist & Son, Örebro. Woitzigs fasad finns bevarad i Stenkvista kyrka. |

#### Reparationer och ombyggnationer
Dessa orglar är ombyggda eller renoverade av Woitzig.
| År        | Ursprunglig kyrka                  | Stift     | Bild | Manualer | Pedal        | Stämmor         | Bevarad orgel/fasad | Övrigt |
| --------- | ---------------------------------- | --------- | ---- | -------- | ------------ | --------------- | ------------------- | --- |
| 1681      | Uppsala domkyrka                   | Uppsala   |      | 2        | Självständig | 23              | Nej/Nej             | Woitzig reparerade orgeln 1681. Orgeln var byggd 1637–1638 av Anders Bruce, Linköping. Orgeln förstördes vid kyrkans brand 1702. |
| 1683      | Maria Magdalena kyrka              | Strängnäs |      |          |              |                 |                     | Reparation. |
| 1684      | Säters kyrka, Dalarna              | Västerås  |      |          |              |                 |                     | Woitzig reparerade orgeln 1684. |
| 1685      | Hedemora kyrka                     | Västerås  |      |          |              |                 |                     | Woitzig flyttade orgeln i kyrkan till västläktaren 1685. |
| 1690–1698 | Stockholms Storkyrka               | Uppsala   |      | 3        | Självständig | 45 (12+12+9+11) |                     | 1690 inventeras orgeln av organist i kyrkan Lüdert Dijkman och domkyrkoorganisten i Uppsala, Christian Zellinger. Orgeln anses vara gammal och förfallen och orgelbyggare tillkallas. I juni 1690 har orgelbyggaren Woitzig gjort ett förslag på ombyggnation och reparation av orgeln för 8129 daler kopparmynt. Förslaget börjar 1690 och 1692 börjar man att utöka bygget flera gånger. 1696 stals 143 pipor från orgeln. Arbetet var färdigt 1698 och orgeln provades den 20 maj av organisterna Reinhold de Croll och Martin Decker den yngre. Den nya ombyggnationen av orgel gjorde att orgel fick 45 stämmor jämte tidigare 51 (30 av de tidigare stämmorna återanvändes). Nya manualklaviatur, väderlådor, speltraktur och registertraktur sattes in. Orgelns bröstverk flyttas upp som öververk. Pedaltornen flyttades åt sidan och fick ny dekor av Caspar Schröder. Woitzig fick 400 daler kopparmynt extra för allt arbete.[källa behövs] Ryggpositivet såldes 1787 till Bälinge kyrka och en ny orgel byggdes 1796 av Olof Schwan, Stockholm. |
| 1693      | Sankt Jacobs kyrka                 | Uppsala   |      |          |              |                 |                     | Woitzig reparerade orgeln 1693. |
| 1695–1697 | Jäders kyrka                       | Strängnäs |      |          |              | 10              |                     | |
| 1699      | Tyska kyrkan, Stockholm            | Uppsala   |      |          |              |                 |                     | |
| 1700      | Heliga Trefaldighets kyrka, Arboga | Västerås  |      |          |              |                 |                     | Woitzig reparerade orgeln 1700. |

### Klavikord
| År   | Bild | Omfång | Klaverstämpel | Kortal | Oktavbredd | Vågbalk | Bakre tangentstyrning | Ådring  | Övrigt |
| ---- | ---- | ------ | ------------- | ------ | ---------- | ------- | --------------------- | ------- | --- |
| 1688 |      | C-c3   | -             | 2      | 165        | 1       | Fena av mässing       | Par./30 | Den är 118,2 cm lång och 34,1 cm bred. Den finns på Scenkonstmuseet i Stockholm. Signatur: George Woytzig me fecit 1688. |

## Medarbetare
- 1693–1703 - Elias Wittig, orgelbyggargesäll.
- Nils Joensson Grotte, orgelbyggargesäll och lärling under 6 år.